# ۲۷۵۵ ابن سینا
سیارک ۲۷۵۵ اویسنا (ابن‌سینا) (به انگلیسی: 2755 Avicenna، نامگذاری:1973SJ4) دو هزار و هفتصد و پنجاه و پنجمین سیارک می‌باشد  که در ۲۶ سپتامبر ۱۹۷۳ کشف شده‌است.
قدر مطلق سیارک برابر ۱۲٫۴۰ است.
این سیارک به افتخار ابن سینا نام گذاری شده‌است.